# .hu
.hu е интернет домейн от първо ниво за Унгария. Регистрациите стават посредством акредитирани регистратори. Администрира се от Съвета на унгарските доставчици. Представен е през 1990 г.